# 圣基里科萨法哈
圣基里科萨法哈（西班牙語：San Quirico Safaja），是西班牙加泰罗尼亚巴塞罗那省的一个市镇。总面积25平方公里，总人口417人（2001年），人口密度17人/平方公里。